# Forgesia racemosa
Forgesia racemosa är en tvåhjärtbladig växtart som beskrevs av Johann Friedrich Gmelin. Forgesia racemosa ingår i släktet Forgesia och familjen Escalloniaceae. Inga underarter finns listade i Catalogue of Life.

## Bildgalleri

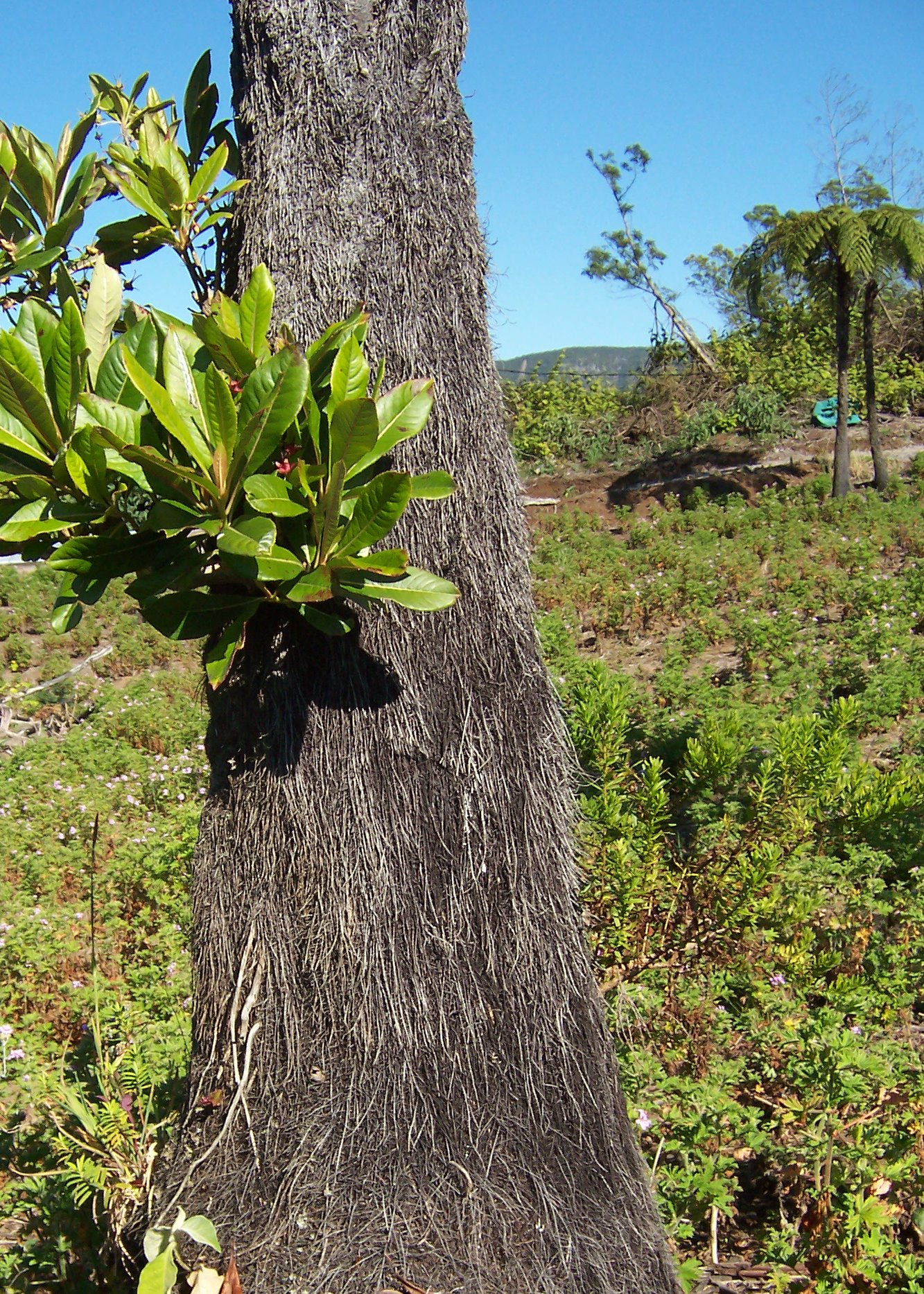
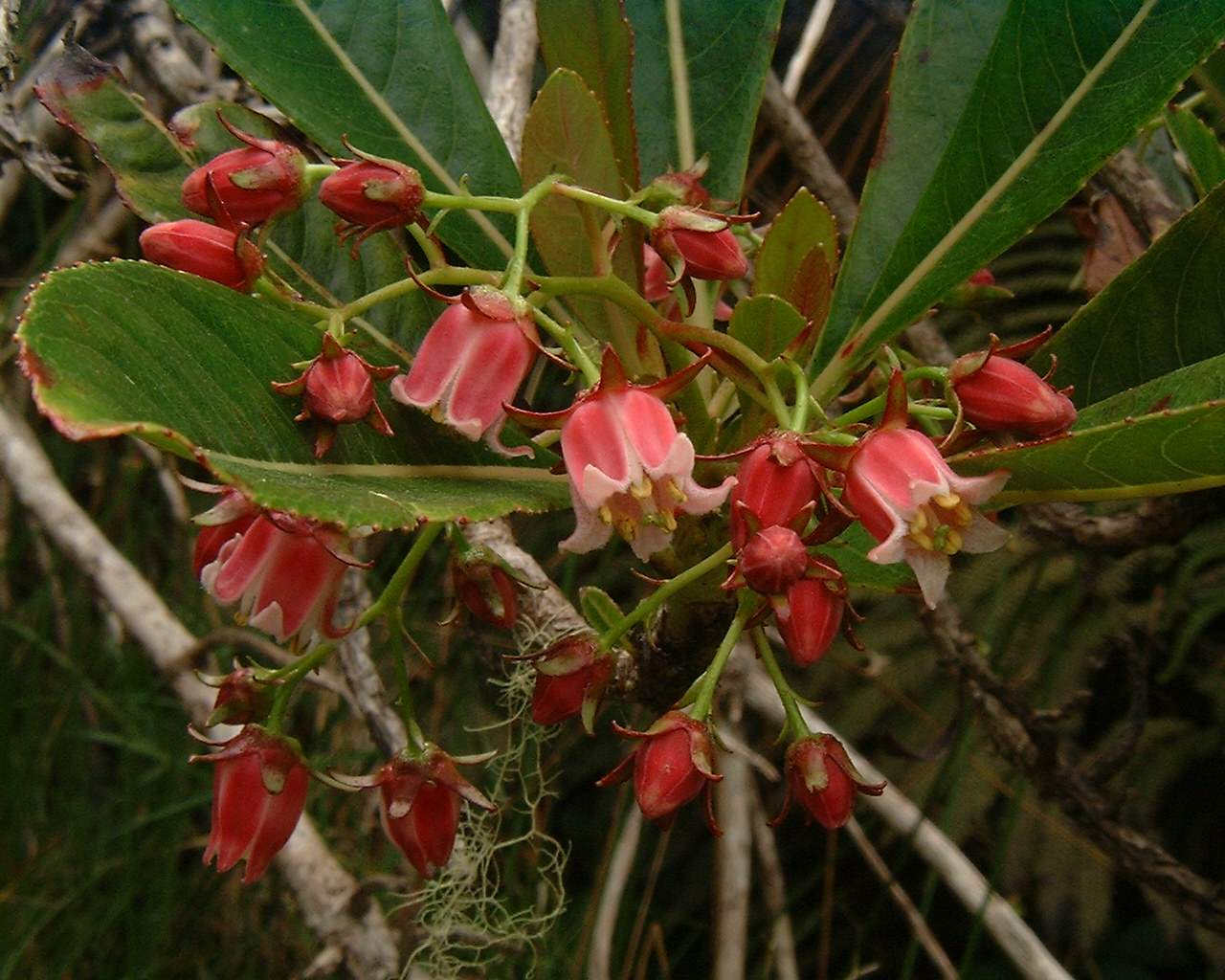